# Typhlodromus rapidus
Typhlodromus rapidus är en spindeldjursart som beskrevs av Wainstein och Arutunjan 1968. Typhlodromus rapidus ingår i släktet Typhlodromus och familjen Phytoseiidae. Inga underarter finns listade i Catalogue of Life.